# Sandy Spit
Sandy Spit es un islote deshabitado de las Islas Vírgenes Británicas en el Caribe, que se encuentra a mitad de camino entre el Cayo Sandy y el Cayo Green. Mide menos de la mitad de un acre en tamaño, y consiste en su totalidad en un anillo de arena de playa. Tiene el aspecto de un clásico paraíso de "isla desierta" y se le ha fotografiado para su uso en una serie de campañas de publicidad.